# Closterus leyi
Closterus leyi là một loài bọ cánh cứng trong họ Cerambycidae.